# Филип II фон Мансфелд-Борнщет
Филип II фон Мансфелд-Фордерорт-Борнщет (на немски: Philipp II von Mansfeld-Vorderort-Bornstedt; * 28 октомври 1502; † 9 юли 1546, Борнщет) е граф на Мансфелд-Фордерорт-Борнщет в Саксония-Анхалт, основател на линията Борнщет.

## Произход
Той е най-големият син на граф Ернст II фон Мансфелд-Фордерорт († 1531) и първата му съпруга Барбара фон Кверфурт († 1511), дъщеря на Бруно IX фон Кверфурт († 1495) и Бригита фон Щолберг (1468 – 1518), дъщеря на граф Хайнрих IX фон Щолберг († 1511) и Маргарета фон Мансфелд († 1469). Полубрат е на Йохан Георг I фон Мансфелд-Айзлебен (1515 – 1579), Йохан Албрехт VI фон Мансфелд-Арнщайн (1522 – 1586), Йохан Хойер II фон Мансфелд-Фордерорт (1525 – 1585), Йохан Ернст I фон Мансфелд-Фордерорт (1527 – 1575) и Йохан Гебхард I († 1562), архиепископ на Кьолн (1558 – 1562).
Филип II умира на 9 юни 1546 г. в Борнщет на 43 години и е погребан в Св. Андреас. Линията Борнщет изчезва през 1780 г.

## Фамилия
Филип II фон Мансфелд-Фордерорт-Борнщет се жени на 26 февруари 1536 г. за бургграфиня Амалия фон Лайзниг, наследничка на Пениг и Рохсбург (* 22 юли 1508; † 22 февруари 1569, Борнщет), вдовица на фрайхер Ернст II (III) фон Шьонбург-Валденбург (* 1486; † 12 септември 1534), дъщеря на бургграф Хуго фон Лайзниг (* 21 юни 1465; † 21 март 1538) и първата му съпруга Доротея Шенк фон Ландсберг († 2 септември 1532). Те имат четири деца:
- Хуго фон Мансфелд-Фордерорт (* 1536; † 16 януари 1558)
- Барбара фон Мансфелд-Фордерорт (* 22 май 1540 – ?)
- Амалия фон Мансфелд-Фордерорт (* ок. 1538; † сл. 1617)
- Бруно I фон Мансфелд-Борнщет (* 17 ноември 1545; † 14 април 1615), женен на 27 май 1571 г. за графиня Кристина фон Барби-Мюлинген (1551 – 1605), дъщеря на граф Волфганг I фон Барби-Мюлинген (1502 – 1565) и Агнес фон Мансфелд-Мителорт (1511 – 1558)